# Леслі Макнейр
Леслі Джеймс Макнейр (англ. Lesley James McNair; 25 травня 1883, Верндейл, Міннесота, США — 25 липня 1944, Сен-Ло, Нормандія, Франція) — американський воєначальник, генерал (посмертно; 1954). Загинув від «дружнього вогню» під час боїв у Нормандії.

## Рання біографія і початок кар'єри
Народився у Верндейлі, штат Міннесота. Навчався спершу у школі у Верндейлі, але середню освіту здобув у Міннеаполісі куди переїхали його батьки. У 1897 році намагався вступити до Військово-морської академії США, але був зарахований у чергу на очікування вступу і тому був змушений навчатися у бізнес-школі в Міннеаполісі.
У 1900 році успішно вступив до Військової академії США у Вест-Пойнті. У 1904 році закінчив навчання в академії і отримав звання другого лейтенанта. У 1904—1905 роках — командир взводу 12-ї батареї гірської артилерії у Форт-Дуглас, штат Юта. В ці роки Макнейр зайнявся розробкою нових артилерійських снарядів. У 1905—1906 роках служив у Вотертаунському арсеналі, де займався дослідницькою діяльністю в галузі артилерії. У 1907 році став постійним першим лейтенантом, в тому ж році отримав тимчасове звання капітана.
У 1909—1913 роках командував артилерійською батареєю. У 1911 році отримав три патенти на проєкти нових артилерійських снарядів. У 1913 році відвідав Францію, де вивчав досвід французьких артилерійських частин.
З 1914 року — командир 4-го артилерійського полку, брав участь в інтервенції США до Мексики.

## Перша світова війна
Після вступу США у Першу світову війну майор Макнейр був призначений помічником начальника штабу 1-ї піхотної дивізії з навчальної частини. Під час служби у 1-й дивізії познайомився з Джорджем Маршаллом (майбутнім начальником штабу Армії США), що надалі суттєво вплине на кар'єру Макнейра. У жовтні 1918 року отримав тимчасове звання бригадного генерала. Під час Першої світової війни був нагороджений медаллю «За видатні заслуги» Армії США, а також французьким орденом Почесного легіону.

## Міжвоєнний період
Після завершення війни викладав у Командно-штабному коледжі Армії США, був знижений до постійного звання майора. У 1921—1923 роках брав активну участь у створенні нового Статуту про польову службу. З 1921 по 1924 рік служив на Гаваях, виступав за зміцнення оборони островів від можливої загрози з боку Японії. З 1924 по 1928 рік викладав в університеті Пердью. У 1928 році до Військового коледжу Армії США, після його завершення був заступником начальника артилерійської школи. У 1933—1934 роках командував батальйоном в артилерійському полку. У 1934—1935 роках служив у Цивільному корпусі охорони довколишнього середовища, у 1935 році отримав постійне звання полковника.
У 1935—1937 роках служив у штабі артилерії, у 1937 році отримав постійне звання бригадного генерала. У 1937—1939 роках — командир 2-ї бригади польової артилерії. У березні 1939 року був призначений начальником Командно-штабного коледжу Армії США.

## Друга світова війна і загибель
У липні 1940 року був призначений начальником штабу Генерального штабу Армії США, займався мобілізацією та підготовкою військ. У 1940—1941 роках керував проведенням військових маневрів у Луїзіані та Північній Кароліні. Із вересня 1940 року — тимчасовий генерал-майор, із вересня 1941 року — тимчасовий генерал-лейтенант.
У березні 1942 року призначений командувачем сухопутних військ США, хоча на той момент Макнейр мав серйозні проблеми зі здоров'ям і майже повністю втратив слух. На цій посаді Макнейр доволі успішно займався створенням і навчанням нових бойових підрозділів, брав участь у створенні повітрянодесантних військ, створив низку підрозділів з афроамериканців.
У квітні 1943 року під час інспекційної поїздки в американські війська у Північній Африці був поранений в голову та руку осколками снаряда.
З травня 1944 року командував фіктивною «Першою групою армій США», яка мала б дезінформувати німців щодо справжніх дій союзників. У липні 1944 року вирушив до Франції, щоб продовжувати роботу з дезінформації противника. 25 липня 1944 року загинув біля Сен-Ло, коли американські бомбардувальники помилково скинули бомби на позиції 2-го батальйону 120-го піхотного полку де перебував Макнейр. Похований на Нормандському військовому цвинтарі в Нормандії.
У 1954 році посмертно підвищений до генерала.

## Нагороди
- Медаль «За видатні заслуги» армії США
- Пурпурове серце
- Медаль Перемоги у Першій світовій війні (США)
- Медаль «За Американську кампанію»
- Медаль «За Європейсько-Африкансько-Близькосхідну кампанію»
- Медаль Перемоги у Другій світовій війні (США)
- Орден Почесного легіону (Франція)